# Oldendorfer Totenstatt
Die Oldendorfer Totenstatt ist ein Ensemble von sechs Grabhügeln und Großsteingräbern in Oldendorf nördlich von Amelinghausen im Tal der Luhe im Landkreis Lüneburg in Niedersachsen. Es besteht aus den Hünenbetten (I, III und IV) und den Rundhügeln (II, V und VI). Es sind Megalithanlagen der Trichterbecherkultur (TBK).

## Hünenbetten I, III und IV

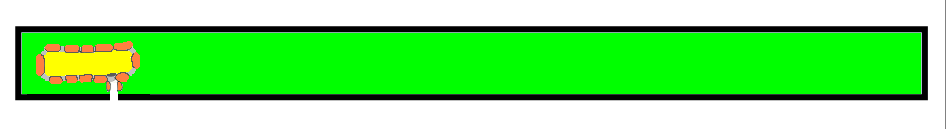
Hünenbett IV (maßstabgetreu)

- Anlage I ist ein 45 Meter langes, größtenteils zerstörtes Hünenbett. Sie trägt die Sprockhoff-Nr. 683.
- Anlage III ist ein noch 43 Meter langer Rest des Erdwalles, dessen Einfassungssteine in situ oder umgestürzt teilweise vorhanden sind. Die Kammer muss sich in dem Teil befunden haben, der nicht mehr vorhanden ist. Sie trägt die Sprockhoff-Nr. 685.
- Anlage IV ist ein 80 Meter langes Hünenbett, von dessen etwa 100 Einfassungssteinen noch 14 in situ standen, die restlichen wurden bei der Restaurierung (ein Teilstück wurde mit Zwischenmauerwerk restauriert) wieder aufgestellt. Das Ganggrab besteht aus einer etwa acht Meter langen Kammer mit zwölf Tragsteinen und einem Gangsteinpaar. Die ehemals fünf Decksteine der Kammer und diejenigen des Ganges fehlen. Das Ganggrab ist eine Bauform jungsteinzeitlicher Megalithanlagen, die aus einer Kammer und einem baulich abgesetzten, lateralen Gang besteht. Diese Form ist primär in Dänemark, Deutschland und Skandinavien sowie vereinzelt in Frankreich und den Niederlanden zu finden. Die Lage der Kammer im Hünenbett ist extrem endständig, ebenso ist der Zugang zur Kammer seitlich stark versetzt, so dass die Anlage dem Typ der so genannten Holsteiner Kammer entspricht. Sie trägt die Sprockhoff-Nr. 686.

## Anlagen II, V und VI
- Anlage II ist ein Rundhügel von etwa 20 Meter Durchmesser in dessen Zentrum der Rest (Tragsteine und der Schwellenstein) eines Ganggrabes zu finden sind. Sie trägt die Sprockhoff-Nr. 684.
- Anlage V und VI sind bronzezeitliche Rundhügel.

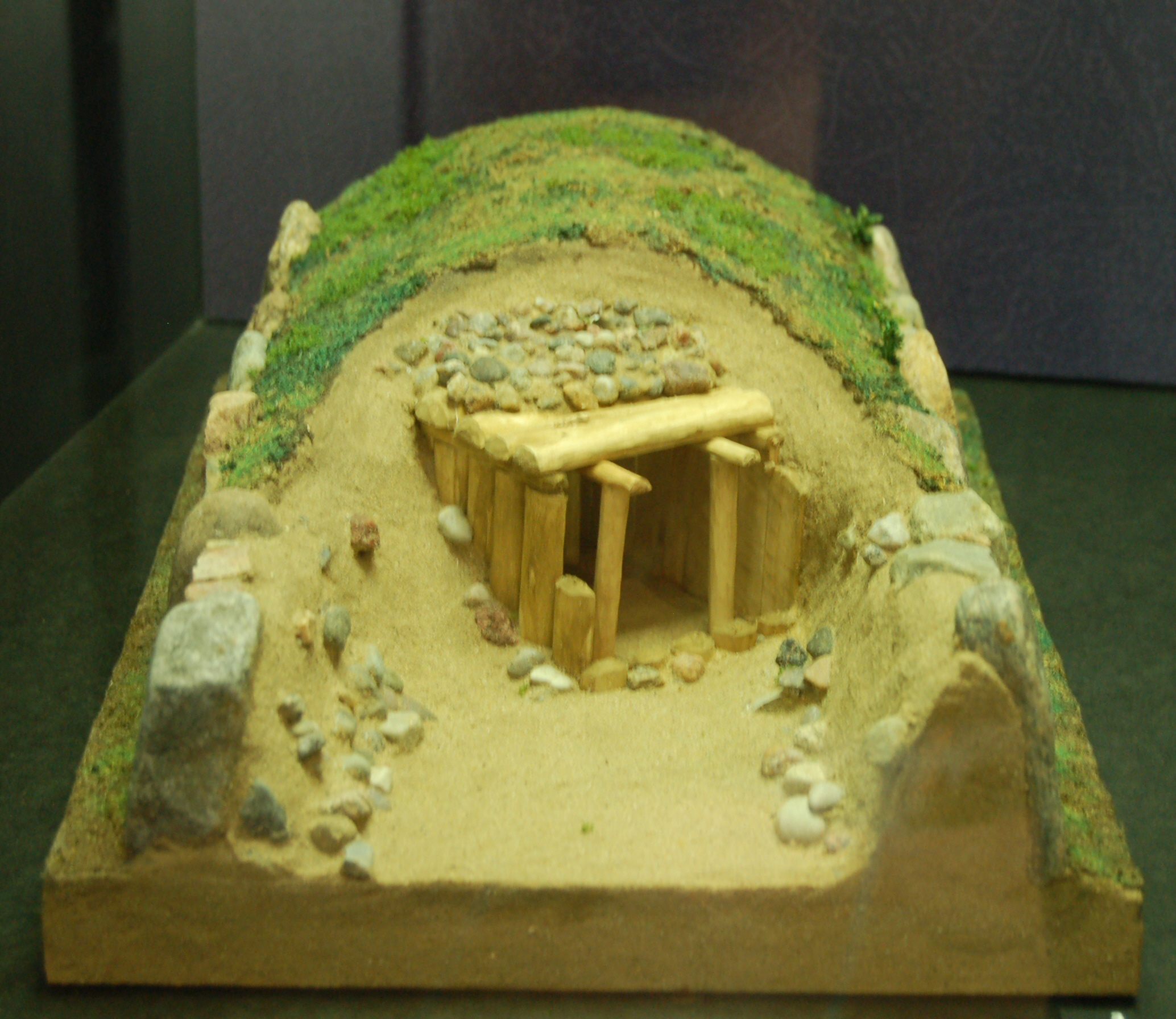
Modell des Hünenbettes III
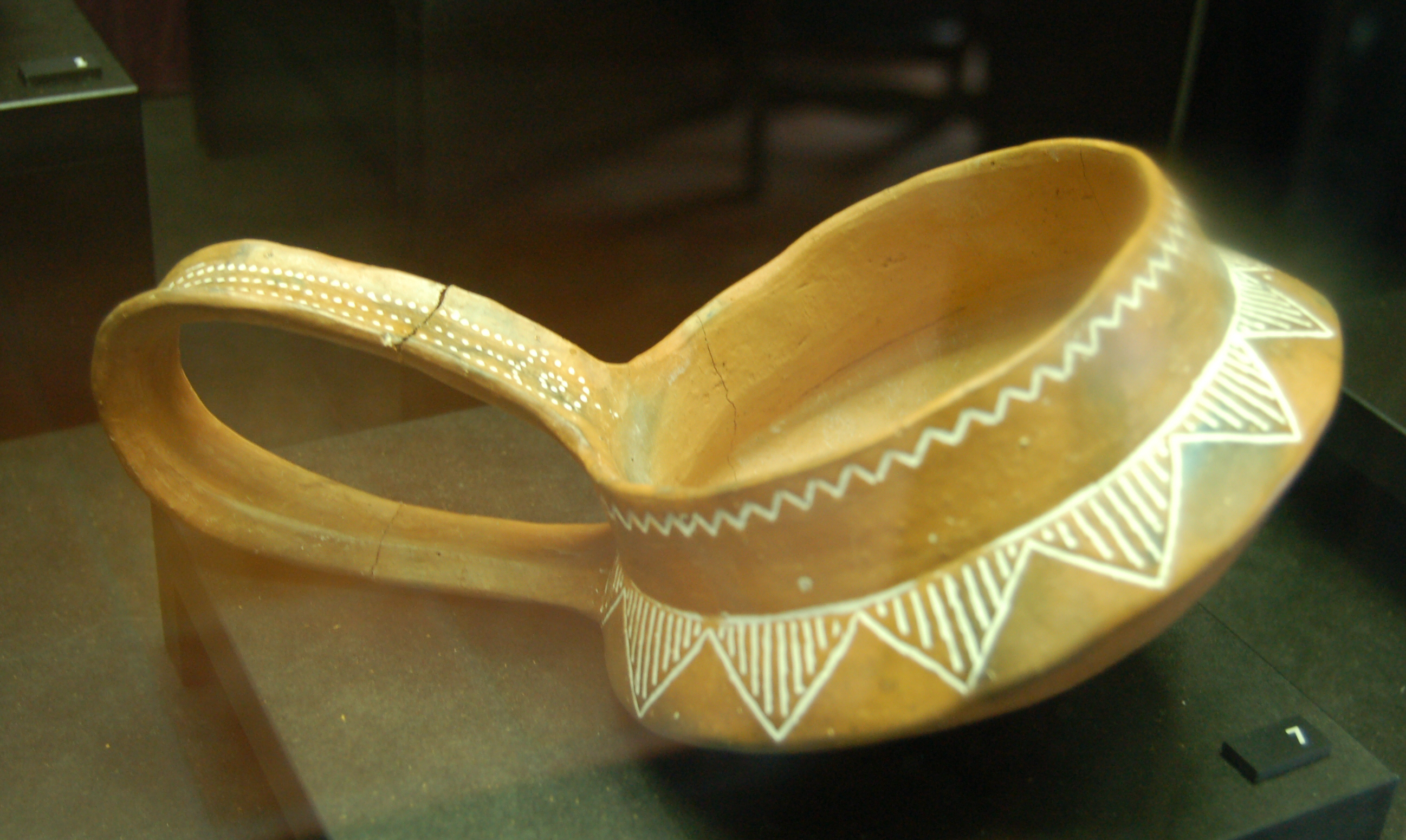
Bandhenkeltasse aus der Anlage II (Nachbildung)
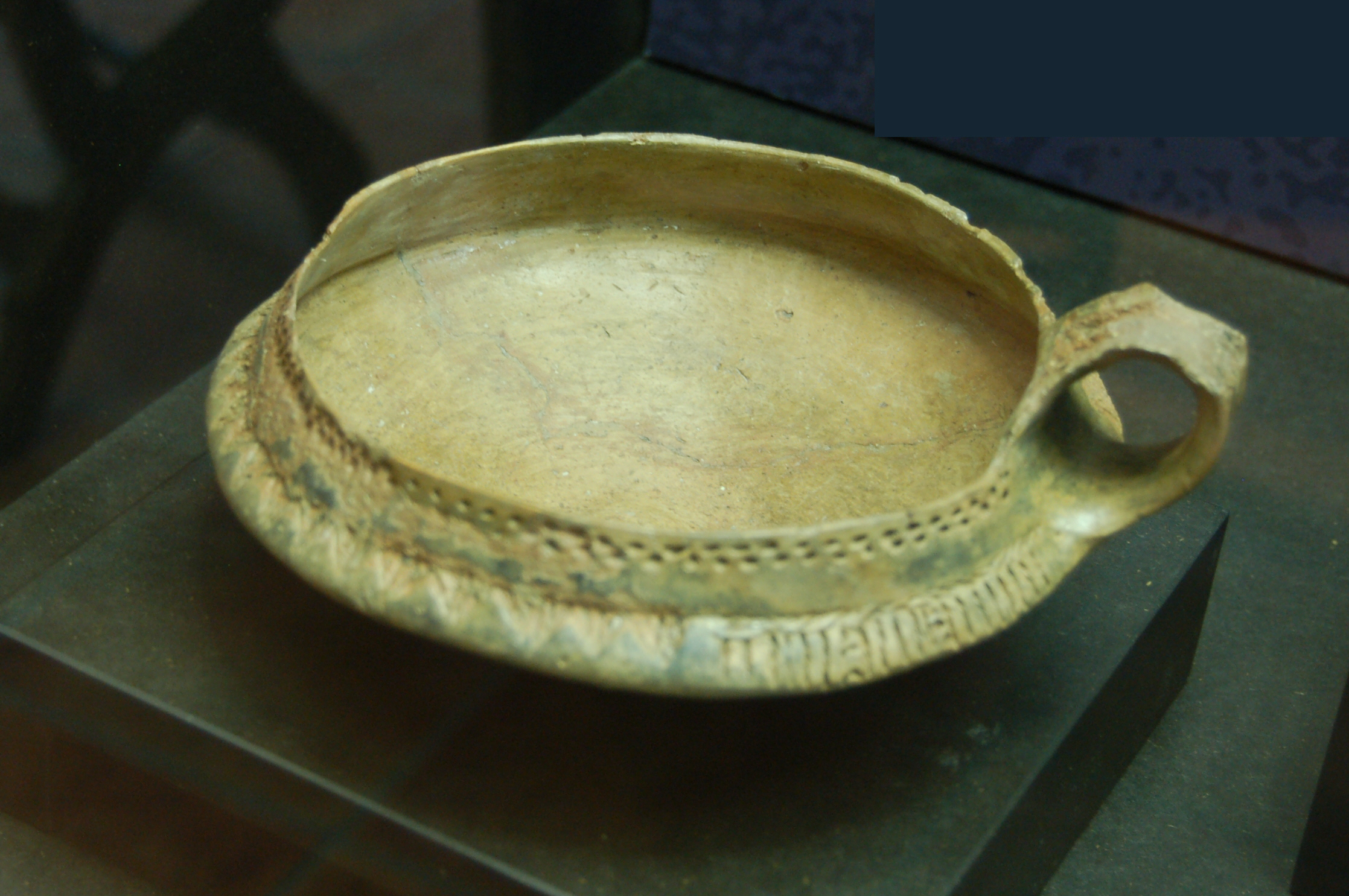
Original eines dünnwandigen Bechers

## Grabungen
Innerhalb der Kammern der Anlage II und IV fanden sich Relikte der Trichterbecherkultur, der Kugelamphoren-Kultur und der Einzelgrabkultur in getrennten Schichten.
In einem bereits 1964 archäologisch teiluntersuchten Hügelgrab wurde bei einer Ausgrabung 2023 eine Streitaxt gefunden. Sie ist aus einem grünlichen Stein gefertigt und stammt offenbar aus Jütland. Die Axt, deren Holzstiel vergangen ist, stammt aus dem Endneolithikum oder der frühen Bronzezeit und ist über 4000 Jahre alt. Das Artefakt ist vermutlich nie benutzt worden.